# Luís Braga da Cruz
Luís Garcia Braga da Cruz ComIH (Coimbra, 30 de maio de 1942) é um político português.

## Biografia
Filho de Guilherme Braga da Cruz (Braga, 11 de Junho de 1916 – Porto, 11 de Março de 1977), de ascendência Britânica e Italiana, sobrinho-neto por via matrilineal do 1.º Visconde de Leite Perry, e de sua mulher Ofélia de Azevedo Garcia (17 de Novembro de 1911 – ?) e irmão de Manuel António Garcia Braga da Cruz. É primo em segundo grau de José Miguel de Alarcão Júdice.
Engenheiro pela Faculdade de Engenharia da Universidade do Porto (1965), onde foi Professor Catedrático Convidado.
Ocupou o cargo de Ministro da Economia no XIV Governo Constitucional.
Entre outras funções desempenhadas, Braga da Cruz foi presidente da Comissão de Coordenação e Desenvolvimento Regional do Norte (1986-1995 e 1996-2001) e presidente da Enenorva (1995-1996). É Professor Catedrático Convidado da Faculdade de Engenharia da Universidade do Porto. É Presidente do pólo português do Operador do Mercado Ibérico de Energia (OMIP) e Vice-Presidente do Conselho de Administração da Fundação de Serralves.

## Condecorações
- Medalha de Prata da Galiza (1993)[1]
- Comendador da Ordem do Infante D. Henrique de Portugal (22 de Março de 1995)[2]
- Grã-Cruz da Ordem do Mérito do Chile (30 de Setembro de 2001)[3]
- Cavaleiro de Grã-Cruz da Ordem do Mérito da República Italiana de Itália (1 de Abril de 2002)[3]
- Comendador da Ordem do Mérito da Polónia (18 de Julho de 2012)[3]
- Doutoramento Honoris Causa pela Universidade de Trás-os-Montes e Alto Douro (29 de Maio de 2015)[4].

## Funções governamentais exercidas
- XIV Governo Constitucional
  - Ministro da Economia